# Greuville
Greuville és un municipi francès situat al departament del Sena Marítim i a la regió de Normandia. L'any 2007 tenia 343 habitants.

## Demografia

### Població
El 2007 la població de fet de Greuville era de 343 persones. Hi havia 131 famílies de les quals 23 eren unipersonals (8 homes vivint sols i 15 dones vivint soles), 41 parelles sense fills, 56 parelles amb fills i 11 famílies monoparentals amb fills.
La població ha evolucionat segons el següent gràfic:
Habitants censats

### Habitatges
El 2007 hi havia 153 habitatges, 130 eren l'habitatge principal de la família, 19 eren segones residències i 3 estaven desocupats. Tots els 152 habitatges eren cases. Dels 130 habitatges principals, 104 estaven ocupats pels seus propietaris, 23 estaven llogats i ocupats pels llogaters i 4 estaven cedits a títol gratuït; 6 tenien dues cambres, 20 en tenien tres, 41 en tenien quatre i 64 en tenien cinc o més. 65 habitatges disposaven pel capbaix d'una plaça de pàrquing. A 53 habitatges hi havia un automòbil i a 67 n'hi havia dos o més.

### Piràmide de població
La piràmide de població per edats i sexe el 2009 era:
| Homes | Edats   | Dones |
| ----- | ------- | ----- |
| 0     | 95 o +  | 0     |
| 0     | 90 a 94 | 4     |
| 0     | 85 a 89 | 4     |
| 0     | 80 a 84 | 0     |
| 8     | 75 a 79 | 12    |
| 0     | 70 a 74 | 4     |
| 8     | 65 a 69 | 0     |
| 4     | 60 a 64 | 4     |
| 8     | 55 a 59 | 4     |
| 20    | 50 a 54 | 20    |
| 16    | 45 a 49 | 12    |
| 12    | 40 a 44 | 20    |
| 16    | 35 a 39 | 12    |
| 8     | 30 a 34 | 8     |
| 8     | 25 a 29 | 8     |
| 12    | 20 a 24 | 12    |
| 16    | 15 a 19 | 0     |
| 8     | 10 a 14 | 12    |
| 8     | 5 a 9   | 4     |
| 4     | 0 a 4   | 16    |

## Economia
El 2007 la població en edat de treballar era de 224 persones, 158 eren actives i 66 eren inactives. De les 158 persones actives 144 estaven ocupades (83 homes i 61 dones) i 14 estaven aturades (7 homes i 7 dones). De les 66 persones inactives 32 estaven jubilades, 14 estaven estudiant i 20 estaven classificades com a «altres inactius».

### Ingressos
El 2009 a Greuville hi havia 137 unitats fiscals que integraven 365 persones, la mediana anual d'ingressos fiscals per persona era de 17.262 €.

### Activitats econòmiques
Dels 8 establiments que hi havia el 2007, 2 eren d'empreses de construcció, 4 d'empreses de comerç i reparació d'automòbils, 1 d'una empresa de transport i 1 d'una entitat de l'administració pública.
Dels 4 establiments de servei als particulars que hi havia el 2009, 2 eren tallers de reparació d'automòbils i de material agrícola, 1 paleta i 1 lampisteria.
L'any 2000 a Greuville hi havia 6 explotacions agrícoles.

## Equipaments sanitaris i escolars
El 2009 hi havia una escola elemental integrada dins d'un grup escolar amb les comunes properes formant una escola dispersa.

## Poblacions més properes
El següent diagrama mostra les poblacions més properes.